# Nemertesia geniculata
Nemertesia geniculata is een hydroïdpoliep uit de familie Plumulariidae. De poliep komt uit het geslacht Nemertesia. Nemertesia geniculata werd in 1900 voor het eerst wetenschappelijk beschreven door Nutting. 